# 爱德华·瓦格纳
爱德华·瓦格纳（德語：Eduard Wagner，1894年4月1日—1944年7月23日）是一位納粹德國陸軍将領，在二战时期任军需总长。后来爱德华·瓦格纳加入了反希特勒的密谋集团。克勞斯·馮·施陶芬貝格曾请示，要在1944年7月15日刺杀希特勒，但据信瓦格纳曾明确表示只有当希姆莱也在场时才能發動炸弹袭击。7月20日密谋案發生後，瓦格纳安排飞机将克勞斯·馮·施陶芬貝格从肯琴接回柏林。政变失败后，瓦格纳担心自己随时都可能被盖世太保逮捕，之后可能被迫透露其他密谋者的身份。于是在7月23日中午，他选择开枪自杀。